# Ringkjøbing Amt
Ringkjøbing Amt – jeden z 13 duńskich okręgów, istniejących w latach 1970–2006. Okręg położony był w zachodniej Jutlandii, nad Morzem Północnym. Został utworzony 1 kwietnia 1970 na mocy reformy podziału administracyjnego Danii, zaś zlikwidowany podczas kolejnej reformy z 2007. Jego obszar został włączony do nowego regionu administracyjnego Jutlandia Środkowa.

## Gminy
- Aulum-Haderup
- Brande
- Egvad
- Herning
- Holmsland
- Holstebro
- Ikast
- Lemvig
- Ringkøbing
- Skjern
- Struer
- Thyborøn-Harboøre
- Thyholm
- Trehøje
- Ulfborg-Vemb
- Videbæk
- Vinderup
- Aaskov